# Capín y Paltam
Capín y Paltam är en ort i Mexiko.   Den ligger i kommunen Caxhuacan och delstaten Puebla, i den sydöstra delen av landet, 170 km öster om huvudstaden Mexico City. Capín y Paltam ligger 662 meter över havet och antalet invånare är 165.
Terrängen runt Capín y Paltam är huvudsakligen kuperad, men åt sydost är den bergig. Runt Capín y Paltam är det ganska tätbefolkat, med 207 invånare per kvadratkilometer. Närmaste större samhälle är Olintla, 8,0 km nordväst om Capín y Paltam. I omgivningarna runt Capín y Paltam växer i huvudsak städsegrön lövskog.